# Tiguindan Adar
Tiguindan Adar ist ein Dorf in der Landgemeinde Ingall in Niger.
Alternative Schreibweisen des Ortsnamens sind Taguidda-n’Adrar, Tedjidda-n-Adrar, Tegguida N’Adrar, Tegidda-n-Adragh, Tegidda-n-Adrar, Teguidda-n-Adrar, Teguiddan-Nadrar, Tiguidan Adrar, Tiguidan Nadrar und Tiguiden N’Adrar.

## Geographie
Das Dorf liegt am rechten Rand des Trockentals Irhazer wan Agadez in der Landschaft Irhazer. Es befindet sich rund 58 Kilometer nordöstlich des Hauptorts Ingall der gleichnamigen Landgemeinde und des gleichnamigen Departements Ingall, das zur Region Agadez gehört. Zu den Siedlungen in der näheren Umgebung von Tiguindan Adar zählen Injitan im Nordwesten, Tiguidan Tagueit im Norden, Agharous im Nordosten und Assawas im Süden.

## Bevölkerung
Bei der Volkszählung 2012 hatte Tiguindan Adar 39 Einwohner, die in 11 Haushalten lebten. Bei der Volkszählung 2001 betrug die Einwohnerzahl 106 in 20 Haushalten.

## Wirtschaft und Infrastruktur
Die Solequellen von Tiguindan Adar sind ein Anziehungspunkt für Rinder- und Kamelhirten. Dazu zählen Nomaden der Tuareg-Gruppen Igdalen und Kel Hoggar. Angehörige der ethnischen Gruppe der Kunta halten Kamele in den Ebenen um das Dorf.
Mit einem Centre de Santé Intégré (CSI) ist ein Gesundheitszentrum in Tiguindan Adar vorhanden. Es gibt eine Schule. Das nigrische Unterrichtsministerium richtete 1996 gemeinsam mit dem Welternährungsprogramm der Vereinten Nationen zahlreiche Schulkantinen in von Ernährungsunsicherheit betroffenen Zonen ein, darunter eine für Nomadenkinder in Tiguindan Adar.

## Persönlichkeiten
- Mohamed Boucha (1966–2021), Politiker